# Muslim Dadajew
Muslim Bachajewicz Dadajew (ros. Муслим Вахаевич Дадаев; ur. 9 maja 1988) – rosyjski zapaśnik czeczeńskiego pochodzenia, startujący w stylu wolnym. Drugi w Pucharze Świata w 2011. Mistrz Europy kadetów w 2005. Piąty na mistrzostwach Rosji w 2012 roku.